# Saint-Péreuse
 Saint-Péreuse  es una población y comuna francesa, situada en la región de Borgoña, departamento de Nièvre, en el distrito de Ville de Château-Chinon y cantón de Château-Chinon.

## Demografía
| 373 | 352 | 340 | 300 | 260 | 286 |
| Para los censos de 1962 a 1999 la población legal corresponde a la población sin duplicidades (Fuente: INSEE [Consultar]) |     |     |     |     |     |